# 聯合作戰中心
聯合作戰中心（Joint Warfare Centre，縮寫：JWC）是北約建立於挪威斯塔萬格的總部，直屬北約總部。2003年10月23日建立於斯塔萬格的Jåttå，目的是為北約人員提供軍事培訓。現任長官為中將沃爾夫岡·柯爾特（Wolfgang Korte）。